# Metro de Riad
Metro de Riad  (Idioma árabe: قطار الرياض 'Giṭār Ar-riyāḍ)',es una red de líneas de metro en proyecto, que servirá a la capital saudita de Riad. Su realización servirá para acompañar a una reestructuración del transporte público de la ciudad, que lo convertirá en la columna vertebral del mismo.
El metro constará de 84 estaciones, para un total de 175 km, dando servicio al centro de la ciudad, al aeropuerto y al distrito financiero.
El 1 de agosto de 2012 se seleccionaron los cuatro consorcios para la construcción de la línea de metro que tendrían que presentar una propuesta dentro de los siguientes cuatro meses. El 29 de julio de 2013 se conocieron los ganadores. Para construir las líneas 1 y 2 (63,3 km en total y 35 estaciones) el consorcio BACS, liderado por Bechtel que incluye Almabani General Contractors, Consolidated Contractors Company (CCC) y Siemens. La línea 3 (40,7 km en total y 22 estaciones) por el consorcio ArRiyadh New Mobility, para la que aporta la ingeniería y arquitectura la española Idom. Para construir las líneas 4, 5 y 6 (64,6 km y 25 estaciones), el consorcio liderado por la empresa española FCC e incluye la coreana Samsung, las francesas Alstom y Setec, la holandesa Strukton, Freyssinet Saudi Arabia y la española Typsa.

## Estaciones
Se planea que el sistema de tránsito tenga 85 estaciones de metro, incluyendo varias estaciones de intercambio. Se prevé que los derechos de denominación para 15 de las 85 estaciones sean otorgados por Arriyadh Development Authority (ADA). Estos derechos incluyen espacio para tiendas y publicidad dentro de las estaciones. 
Los vehículos y las estaciones funcionan con cámaras, sistemas de alerta temprana y sistemas de comunicación que están conectados directamente al centro de control principal. Las estaciones principales se caracterizan por sitios de monorriel diseñados en varios niveles. Estos sitios tendrán aire acondicionado teniendo en cuenta la comodidad y la seguridad de los pasajeros. Las estaciones también usarán tecnología de células solares para ahorrar aproximadamente el 20% de la energía requerida para el aire acondicionado y los rayos. 
La ADA ha aprobado la construcción de cuatro estaciones principales ubicadas en la intersección de vías y autobuses del metro que cumplieron con los diseños de los requisitos de seguridad del metro y la seguridad del proyecto de pasajeros e instalaciones.

### Estación Olaya
La estación de metro Olaya es una de las tres principales estaciones de transporte en el Metro de Riad. Gerber Architekten ganó la competencia por la estación de metro en 2012. La construcción comenzó en 2014 y está planificada para completarse en 2019. Esta estación permitirá el acceso a los trenes de la Línea 1 y Línea 2. El área de piso bruto (GFA) es de aproximadamente 97,000 m². Está ubicada en la intersección de King Abdullah Road con King Fahad Road y Olaya Street. 
Su diseño propone la idea de jardines públicos que se extienden por toda el área de la estación. Los clientes de Metro están invitados a usar los jardines públicos. Los jardines se caracterizan por palmeras erigidas en la parte superior de la estación, áreas de pícnic designadas y cobertura WiFi. 
Las escaleras, los ascensores y las escaleras mecánicas conectan todos los niveles y permiten el acceso a todos, incluidas las personas con necesidades especiales. También hay un estacionamiento público ubicado debajo de la plaza.

### Estación Western
La estación cubre un área de 12.500 m². La estación está ubicada en el terreno actualmente utilizado para el Mercado Central de Vegetales de Al-Suwaidi Al-Gharbi. 
La estación estará compuesta por una ruta de autobús y un enlace a la Línea 3. Omrania & Associates ha ganado la competencia para diseñar la estación de metro.[Cita requerida]

### Estación King Abdullah Financial District (KAFD)
La estación cubre un área de 8.150 m². La estación está ubicada al este de Northern Ring Road. Conecta las líneas de metro 1, 4, 6 y el monorriel de KAFD. Zaha Hadid Architects del Reino Unido ganó la competencia para diseñar la estación de metro.[Cita requerida]

### Estación Qasr Al-Hukm
Cubre un área de 19,600 m². La estación conectará los trenes de Línea 1 y Línea 3. Snohetta de Noruega ganó la competencia para diseñar la estación de metro.[Cita requerida]

## Red
El Proyecto Metro incluye las siguientes seis líneas, que también se muestran en la figura 1:
| Línea | Nombre de Línea | Longitud de la línea | Número de estaciones                     | Estaciones de intercambio / transferencia | Notas |
| ----- | --------------- | -------------------- | ---------------------------------------- | ----------------------------------------- | --- |
| 1     | Línea azul      | 38 km (23,6 mi)      | 22                                       | 4 estaciones                              | Se ejecuta en la dirección norte-sur a lo largo de las calles Olaya y Batha, comenzando desde ligeramente al norte de King Salman Bin Abdul Aziz Street y terminando en el sur. El metro estará mayormente bajo tierra en un túnel a lo largo de las calles Olaya y King Faisal, y elevado en un viaducto a lo largo de la calle Batha y en los extremos norte y sur. |
| 2     | Línea Roja      | 25,3 km (15,7 mi)    | 13                                       | 3 estaciones                              | Corre en dirección este-oeste a lo largo del Rey Abdullah Road, entre la Universidad Rey Saud y el subcentro este, principalmente en una franja elevada en la mediana de una autopista planificada. |
| 3     | Línea Naranja   | 40,7 km (25,3 mi)    | 20                                       | 2 estaciones                              | Corre en dirección este-oeste por Al-Madinah Al Munawwarah y el Príncipe Saad Bin Abdulrahman Al Awal Roads, comenzando por el oeste cerca de la autopista Jeddah y terminando al este cerca del campamento de la Guardia Nacional de Khashm El Aan. El metro estará mayormente elevado a lo largo de la parte occidental de Al-Madinah Al Munawwarah Road, luego bajo tierra en túneles en la sección central de la línea, y generalmente en pendiente a lo largo del Príncipe Saad Ibn Abdulrahman Road. |
| 4     | Línea Amarilla  | 29,6 km (18,4 mi)    | 8 estaciones (3 en común con la Línea 6) | 2 estaciones                              | Se ejecutará desde el Aeropuerto Internacional Rey Khaled al nuevo Distrito Financiero Rey Abdullah (KAFD). |
| 5     | Línea Verde     | 12,9 km (8 mi)       | 10 estaciones                            | 2 estaciones                              | corre bajo tierra en un túnel a lo largo de la calle King Abdulaziz, entre el Centro Histórico Rey Abdul Aziz y la Base Aérea de Riad, antes de conectar con la carretera Rey Abdullah |
| 6     | Línea Púrpura   | 29,9 km (18,6 mi)    | 8 estaciones (3 en común con la Línea 4) | 3 estaciones                              | Sigue un medio círculo que comienza en el distrito financiero Rey Abdullah, pasando por la Universidad Imam Mohamed Bin Saud y terminando en el Príncipe Saad Ibn Abdulrahman Al Awal Road. Corre principalmente elevado, excepto a lo largo de la calle Sheikh Hasan Bin Husein Bin Ali. |

El proyecto fue dirigido originalmente por el fallecido príncipe Sattam bin Abdulaziz Al Saud, exgobernador de Riad y presidente de la Autoridad de Desarrollo de Arriyadh, y ahora es dirigido por Turki bin Abdullah Al Saud, el actual gobernador de Riad.[¿Referencia?]